# 上毛町立西吉富小学校
上毛町立西吉富小学校（こうげちょうりつ にしよしとみしょうがっこう）は、福岡県築上郡上毛町緒方に位置する公立の小学校。

## 概要
歴史
1872年（明治5年）に「成恒小学校・尻高小学校」として創立。1874年（明治7年）に統合。現校名となったのは2005年（平成17年）。2022年（令和4年）に創立150周年を迎えた。
校訓
「明朗・礼儀・責任」
校章
中央に校名の頭文字である「西」の文字を配している。
校歌
作詞・作曲者不詳。歌詞は4番まであり、歌詞中に校名は登場しない。
通学区域
住所表記で上毛町の後に「矢方、緒方、成恒、八ツ並、大ノ瀬、安雲、尻高」が続く地区。中学校区は上毛町立上毛中学校。

## 沿革
- 1872年（明治5年）-「成恒小学校」と「尻高小学校」の2校が創立。
- 1874年（明治7年）- 上記2校が統合の上、「緒方小学校」となる。
- 1886年（明治19年）- 小学校令施行により、上記2校を統合の上、「尋常緒方小学校」と改称。
- 1889年（明治22年）
  - 4月1日 - 町村制施行により、上毛郡7村（尻高、矢方、緒方、成恒、安雲、大ノ瀬、八ツ並）が合併の上、西吉富村が発足。
- 1891年（明治24年） - 「尋常西吉富小学校」と改称。
- 1892年（明治25年）4月 - 「西吉富尋常小学校」に改称。
- 1896年（明治29年）4月1日 - 西吉富村が築上郡の所属となる。
- 1899年（明治32年）4月1日 - 周辺の村と学校組合を組織の上、南吉富村宇野に南吉富高等小学校（4年制）が創立。尋常小学校（4年制）を修了した児童が通学した。
- 1904年（明治37年）- 木造新校舎が完成。
- 1908年（明治41年）4月 - 改正小学校令により、尋常科（義務教育）が4年制から6年制に改められる。尋常科5年を新設。
- 1909年（明治42年）4月 - 尋常科6年を新設。
- 1911年（明治44年）5月 - 校舎の総改築が完了。
- 1913年（大正2年）3月 - 学校組合立 南吉富高等小学校の廃止に伴い、高等科を併置の上、「西吉富尋常高等小学校」に改称（尋常科6年・高等科2年）。
- 1941年（昭和16年）4月1日 - 国民学校令施行により、「西吉富村国民学校」に改称。尋常科を初等科に改める。
- 1942年（昭和17年）- 南吉富村が、西吉富村・唐原村とともに学校組合を組織の上、各村の青年学校を統合し、「南吉富村外二ヶ村組合立 築上枝東部高等実業青年学校」（南吉富村宇野1123番地）とする。
- 1947年（昭和22年）4月1日 - 学制改革が行われる（六・三制の実施、学校教育法施行）。
  - 国民学校の初等科（6年制）は、新制小学校「西吉富村立西吉富小学校」に改組・改称。
  - 国民学校の高等科（2年制）は、青年学校の普通科とともに、新制中学校「南吉富村外二ヶ村中学校組合立 東部中学校[2]」に改組・改称。
- 1955年（昭和30年）4月1日 - 2村（南吉富・西吉富）の合併により、「新吉富村立西吉富小学校」に改称。
- 1963年（昭和38年）- 新運動場を設置。
- 1973年（昭和48年）- プールを新設。
- 1990年（平成2年）- 防音新校舎が完成。
- 1996年（平成8年）^ 体育館兼講堂が完成。
- 2005年（平成17年）10月11日 - 2村（大平・新吉富）合併により、「上毛町立西吉富小学校」（現校名）に改称。
- 2013年（平成25年）- 図書別館を設置。
- 2015年（平成27年）- 体育館の耐震化工事が完了。
- 2016年（平成28年）- コミュニティ・スクールに指定される。

## 交通アクセス
最寄りの鉄道駅
- JR九州 日豊本線 「中津駅」

最寄りの幹線道路
- 福岡県道226号山内吉富線・福岡県道225号野地塔田線 「上毛町安雲」交差点
- 福岡県道229号松尾安雲線
- 東九州自動車道 「豊前IC」

## 周辺
- 上毛町西吉富コミュニティセンター
- 児童クラブコスモス

## 参考資料
- 「新吉富村誌」（1990年（平成2年）12月発行, 新吉富村）